# Konstantinos Volanakis
Konstantinos Volanakis (griego: Κωνσταντίνος Βολανάκης o Βολονάκης, Heraklion, Creta, 1837 - El Pireo, 29 de junio de 1907) fue un pintor griego, considerado uno de los mejores del siglo XIX. 

## Biografía
Nacido en una familia acomodada, se trasladó a Trieste, Italia, en 1856, donde se dedicó a la pintura. Estudió en la Academia de Múnich. Es uno de los principales representantes de la Escuela de Múnich, un movimiento artístico de Grecia del siglo XIX. Michalis Oikonomou, otro pintor griego, fue uno de sus alumnos.
Sus obras, casi siempre relacionadas con el mar, están hoy expuestas en los museos más importantes de Grecia y del extranjero.
Falleció en El Pireo en 1907 debido a complicaciones de una hernia.

## Obra
- Argo.

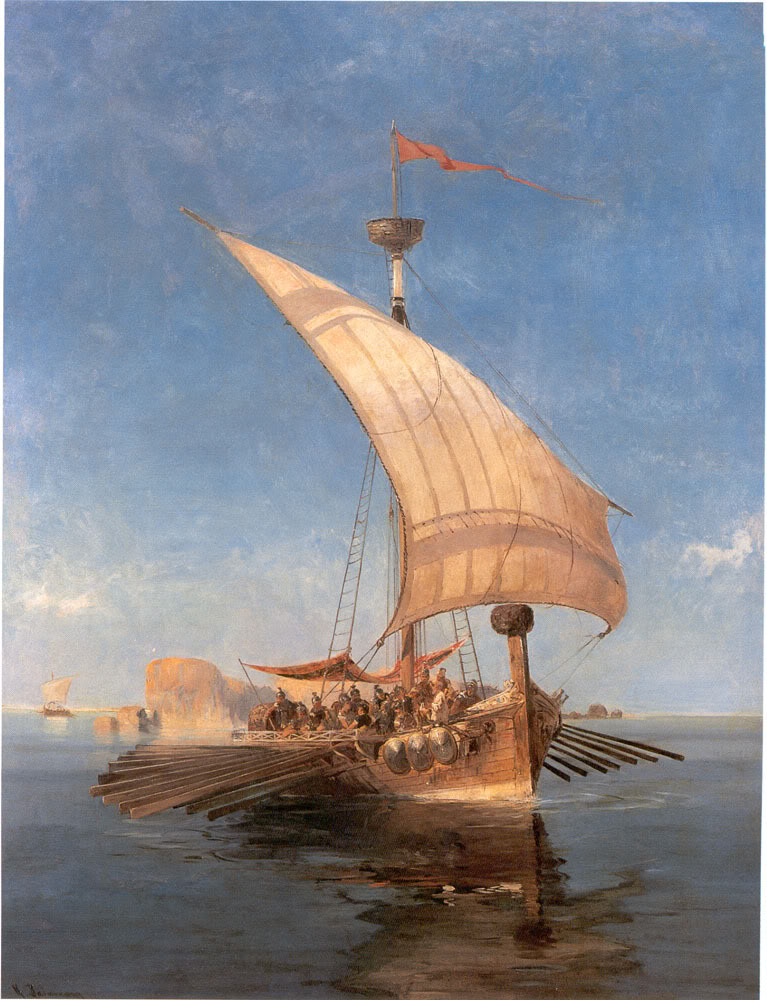
Argo, Konstantinos Volanakis.

- Barcos anclados o Out of the Port.
- First Nautical School in Hydra.[2]
- Sortie of the Aris.
- The Departure.
- The liner emperor in the naval battle of Lissa.
- The Fishnet.